# Championnats d'Europe de judo 2025
Navigation
Édition précédente Édition suivante
Les Championnats d'Europe de judo 2025, trente-neuvième édition des Championnats d'Europe de judo réunifiés, ont lieu du 23 au 27 avril 2025 au Morača Sports Center (en) à Podgorica, en Monténégro. Les épreuves individuelles et par équipes mixtes sont au programme.

## Nations participantes
1. Albanie (2)
2. Allemagne (18)
3. Arménie (3)
4. Autriche (15)
5. Azerbaïdjan (13)
6. Belgique (11)
7. Bosnie-Herzégovine (8)
8. Bulgarie (11)
9. Croatie (18)
10. Chypre (7)
11. Danemark (4)
12. Espagne (18)
13. Estonie (4)
14. Finlande (5)
15. France (18)
16. Géorgie (15)
17. Royaume-Uni (10)
18. Grèce (6)
19. Hongrie (11)
20. Islande (1)
21. Irlande (3)
22. Israël (17)
23. Italie (18)
24. Kosovo (5)
25. Lettonie (2)
26. Lituanie (5)
27. Luxembourg (1)
28. Malte (3)
29. Monaco (2)
30. Monténégro (2)
31. Macédoine du Nord (1)
32. Norvège (2)
33. Pays-Bas (18)
34. Pologne (8)
35. Portugal (15)
36. Maldives (10)
37. Roumanie (10)
38. Serbie (17)
39. Slovaquie (3)
40. Slovénie (10)
41. Suède (2)
42. Suisse (3)
43. Tchéquie (6)
44. Turquie (16)
45. Ukraine (18)
46. Athlètes neutres (23)
47. Athlètes réfugiés (9)

## Calendrier
- Mercredi 23 avril :
  - Femmes : -48 / -52 kg
  - Hommes : -60 / -66 kg
- Jeudi 24 avril :
  - Femmes : -57 / -63 kg
  - Hommes : -73 kg
- Vendredi 25 avril :
  - Femmes : -70 kg
  - Hommes : -81/ -90 kg
- Samedi 26 avril :
  - Femmes : -78 / +78 kg
  - Hommes : -100 / +100 kg
- Dimanche 27 avril :
  - Mixte : tournoi par équipes

## Podiums

### Femmes
| Épreuves                          | Or               | Argent              | Bronze                |
| --------------------------------- | ---------------- | ------------------- | --------------------- |
| Moins de 48 kg poids super-légers | Shirine Boukli   | Catarina Costa      | Andrea Stojadinov     |
| Moins de 48 kg poids super-légers | Shirine Boukli   | Catarina Costa      | Assunta Scutto        |
| Moins de 52 kg poids mi-légers    | Distria Krasniqi | Odette Giuffrida    | Ariane Toro Soler     |
| Moins de 52 kg poids mi-légers    | Distria Krasniqi | Odette Giuffrida    | Naomi van Krevel      |
| Moins de 57 kg poids légers       | Seija Ballhaus   | Eteri Liparteliani  | Martha Fawaz          |
| Moins de 57 kg poids légers       | Seija Ballhaus   | Eteri Liparteliani  | Veronica Toniolo      |
| Moins de 63 kg poids mi-moyens    | Renata Zachova   | Clarisse Agbegnenou | Joanne van Lieshout   |
| Moins de 63 kg poids mi-moyens    | Renata Zachova   | Clarisse Agbegnenou | Carlotta Avanzato     |
| Moins de 70 kg poids moyens       | Szofi Özbas      | Elisavet Teltsidou  | Lara Cvjetko          |
| Moins de 70 kg poids moyens       | Szofi Özbas      | Elisavet Teltsidou  | Aleksandra Andric     |
| Moins de 78 kg poids mi-lourds    | Patricia Sampaio | Anna Monta Olek     | Fanny-Estelle Posvite |
| Moins de 78 kg poids mi-lourds    | Patricia Sampaio | Anna Monta Olek     | Yuliia Kurchenko      |
| Plus de 78 kg poids lourds        | Romane Dicko     | Raz Hershko         | Asya Tavano           |
| Plus de 78 kg poids lourds        | Romane Dicko     | Raz Hershko         | Elis Startseva        |

### Hommes
| Épreuves                          | Or                   | Argent                    | Bronze              |
| --------------------------------- | -------------------- | ------------------------- | ------------------- |
| Moins de 60 kg poids super-légers | Giorgi Sardalashvili | Ayub Bliev                | Luka Mkheidze       |
| Moins de 60 kg poids super-légers | Giorgi Sardalashvili | Ayub Bliev                | Ahmad Yusifov       |
| Moins de 66 kg poids mi-légers    | Daikii Bouba         | Murad Chopanov            | Luukas Saha         |
| Moins de 66 kg poids mi-légers    | Daikii Bouba         | Murad Chopanov            | Walide Khyar        |
| Moins de 73 kg poids légers       | Danil Lavrentev      | Manuel Lombardo           | Rashid Mammadaliyev |
| Moins de 73 kg poids légers       | Danil Lavrentev      | Manuel Lombardo           | Joan-Benjamin Gaba  |
| Moins de 81 kg poids mi-moyens    | Timur Arbuzov        | Tato Grigalashvili        | Matthias Casse      |
| Moins de 81 kg poids mi-moyens    | Timur Arbuzov        | Tato Grigalashvili        | Zelim Tckaev        |
| Moins de 90 kg poids moyens       | Christian Parlati    | Maxime-Gaël Ngayap Hambou | Murad Fatiyev       |
| Moins de 90 kg poids moyens       | Christian Parlati    | Maxime-Gaël Ngayap Hambou | Ivaylo Ivanov       |
| Moins de 100 kg poids mi-lourds   | Ilia Sulamanidze     | Zelym Kotsoiev            | Simeon Catharina    |
| Moins de 100 kg poids mi-lourds   | Ilia Sulamanidze     | Zelym Kotsoiev            | Gennaro Pirelli     |
| Plus de 100 kg poids lourds       | Inal Tasoev          | Valerii Endovitskii       | Lukáš Krpálek       |
| Plus de 100 kg poids lourds       | Inal Tasoev          | Valerii Endovitskii       | Erik Arbamov        |

### Mixte
| Épreuves           | Or | Argent | Bronze |
| ------------------ | --- | --- | --- |
| Par équipes mixtes | Géorgie- Eter Askilashvili - Mikheili Bakhbakhashvili - Irakli Demetrashvili - Giorgi Jabniashvili - Eteri Liparteliani - Nino Loladze - Luka Maisuradze - Lasha Shavdatuashvili - Sophio Somkhishvili - Mariam Tchanturia - Guram Tushishvili | Italie- Kenny Bedel - Giovanni Esposito - Odette Giuffrida - Manuel Lombardo - Christian Parlati - Irene Pedrotti - Gennaro Pirelli - Erica Simonetti - Giorgia Stangherlin - Asya Tavano - Veronica Toniolo | Allemagne- Erik Abramov - Seija Ballhaus - Samira Bouizgarne - Timo Cavelius - Fabian Kansy - Losseni Kone - Anna Monta Olek - Dena Pohl - Jano Rübo - Pauline Starke - Friederike Stolze - Igor Wandtke                                         |
| Par équipes mixtes | Géorgie- Eter Askilashvili - Mikheili Bakhbakhashvili - Irakli Demetrashvili - Giorgi Jabniashvili - Eteri Liparteliani - Nino Loladze - Luka Maisuradze - Lasha Shavdatuashvili - Sophio Somkhishvili - Mariam Tchanturia - Guram Tushishvili | Italie- Kenny Bedel - Giovanni Esposito - Odette Giuffrida - Manuel Lombardo - Christian Parlati - Irene Pedrotti - Gennaro Pirelli - Erica Simonetti - Giorgia Stangherlin - Asya Tavano - Veronica Toniolo | Athlètes individuels neutres- Daria Antonova - Timur Arbuzov - Tamerlan Bashaev - Denis Batchaev - Karen Galstian - Mariia Ivanova - Daria Kurbonmamadova - Danil Lavrentev - Tamara Lishchenko - Mansur Lorsanov - Elis Startseva - Irina Zueva |

## Tableau des médailles
- Pays organisateur

| Rang  | Nation                       | Or | Argent | Bronze | Total |
| ----- | ---------------------------- | -- | ------ | ------ | ----- |
| NC    | Athlètes individuels neutres | 3  | 3      | 2      | 8     |
| 1     | France                       | 3  | 2      | 5      | 10    |
| 2     | Géorgie                      | 3  | 2      | 0      | 5     |
| 3     | Italie                       | 1  | 3      | 5      | 9     |
| 4     | Allemagne                    | 1  | 1      | 2      | 4     |
| 5     | Portugal                     | 1  | 1      | 0      | 2     |
| 6     | Tchéquie                     | 1  | 0      | 1      | 2     |
| 7     | Hongrie                      | 1  | 0      | 0      | 1     |
| 7     | Kosovo                       | 1  | 0      | 0      | 1     |
| 9     | Azerbaïdjan                  | 0  | 1      | 4      | 5     |
| 10    | Grèce                        | 0  | 1      | 0      | 1     |
| 10    | Israël                       | 0  | 1      | 0      | 1     |
| 12    | Pays-Bas                     | 0  | 0      | 3      | 3     |
| 13    | Serbie                       | 0  | 0      | 2      | 2     |
| 14    | Espagne                      | 0  | 0      | 1      | 1     |
| 14    | Finlande                     | 0  | 0      | 1      | 1     |
| 14    | Croatie                      | 0  | 0      | 1      | 1     |
| 14    | Belgique                     | 0  | 0      | 1      | 1     |
| 14    | Bulgarie                     | 0  | 0      | 1      | 1     |
| 14    | Ukraine                      | 0  | 0      | 1      | 1     |
| Total | Total                        | 15 | 15     | 30     | 60    |